# 東單
39°54′24.67″N 116°24′42.33″E / 39.9068528°N 116.4117583°E

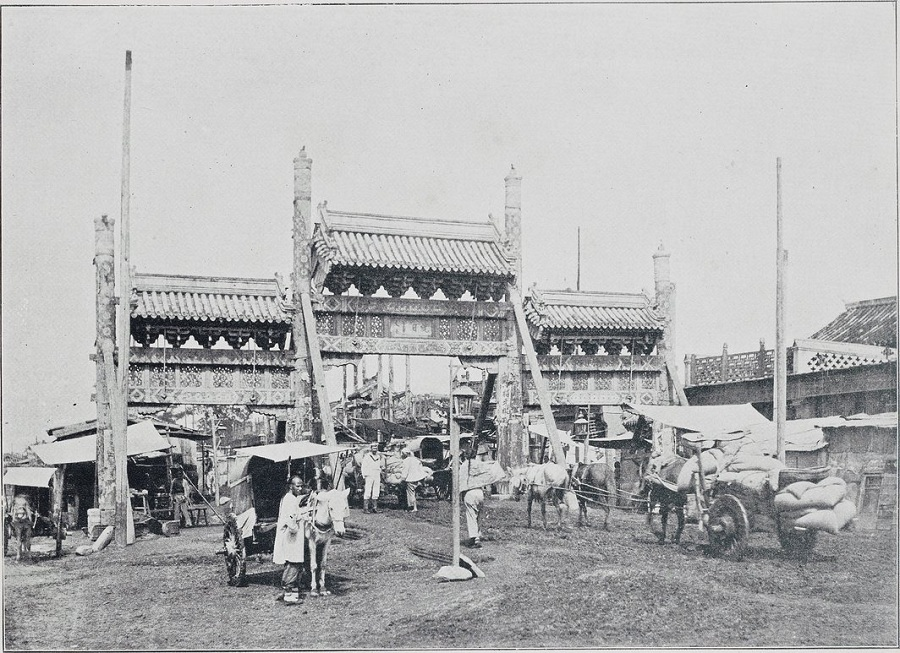
1906年出版的《北京名胜》中的东单牌楼，山本讃七郎拍摄

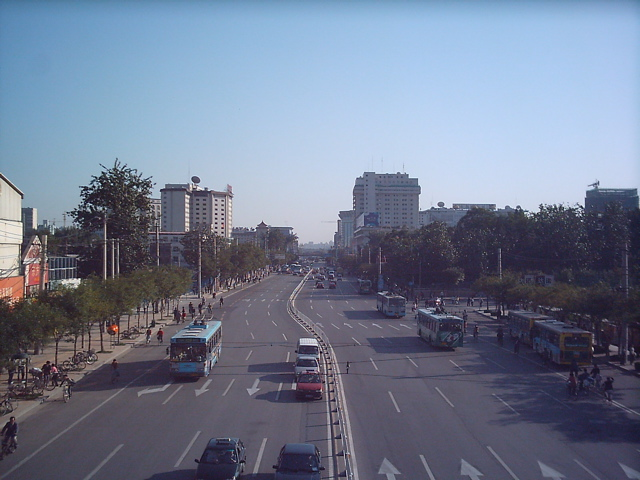
東單南面

東單是北京的一處地區，位於東城區長安街、東單北大街、建國門內大街之間的十字路口。因昔日在那裡有一座牌坊而名。东单牌楼与西单牌楼的形式相同，都是建于明代正统年间的三间四柱三楼冲天式木牌楼，位置在今东单十字路口南端，即在今东单体育场东侧，南北向。东单牌楼额曰“就日”（西单牌楼额曰“瞻云”），取典《史纪·五帝纪》：“就之如日，望之如云。”意思为东边看日出（西边望彩云）这个牌坊也称为就日坊。范仲淹《明堂赋》有：“望云而就日，歌尧而颂舜。”的句子，大意是指民心向往皇帝，感受皇帝龙恩的意思。1916年，袁世凯将东单改为“景星”（西单改为“庆云”）。1923年，东单牌楼因妨碍交通而被拆除。

## 交通
- 東單站（北京地鐵1號線、北京地鐵5號線）